# تغيير المواقف
الاتجاهات والمواقف هي معتقدات وسلوكيات مرتبطة بشيء ما. كما أنها غير مستقرة وغير ثابتة، وبسبب الاتصال والتواصل ومشاهدة سلوكيات أشخاص آخرين، فإنها عرضة للتغيير بفعل التأثيرات الاجتماعية، وكذلك بدافع الفرد للحفاظ على الاتساق المعرفي عندما يحدث التنافر المعرفي –عندما يحدث تصادم بين موقفين أو موقف وسلوك. المواقف هي اقترانات من المكونات العاطفية والمعرفية. وقد اقترح أنه يمكن تغيير التكوين الهيكلي للشبكة الترابطية بتفعيل عقدة واحدة. وعلى هذا، فمن خلال تفعيل عقدة عاطفية أو معرفية، فإن تغيير الموقف قد يكون ممكنا. وفي العربية، مَنْ يغير آراءه يقال له «أبو البَدَوات»، أي هو يغير رأيه كلما بدا له شيء جديد.

## الأسس

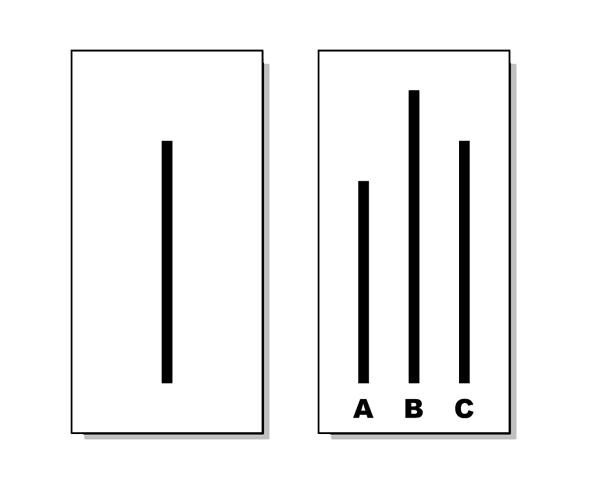
إحدى أزواج البطاقات المستخدمة في التجربة. تحتوي البطاقة الموجودة على اليسار على الخط المرجعي، بينما تعرض البطاقة الموجودة على اليمين الخطوط الثلاثة للمقارنة.

### الامتثال
يشير الامتثالُ إلى تغيير في السلوك على أساس النتائج، مثل آمال الفرد في الحصول على مكافآت أو تجنب عقوبة من جماعة أو شخص آخر. فالفرد لا يشهد بالضرورة تغييرات في معتقدات أو تقييمات الجسم الذي يتخذ موقفا، بل يتأثر بالنتائج الاجتماعية المترتبة على اعتماد تغيير في السلوك. وكثيرا ما يكون الفرد مدركا أيضا أنه يطلب منه أن يستجيب بطريقة معينة.
وقد تم برهنة وتوضيح الامتثال من خلال سلسلة من التجارب المختبرية المعروفة بتجارب آش. وقد طلبت التجارب التي قادها سولومون آش من كلية سوارثمور من مجموعات الطلاب المشاركة في «اختبار رؤية». في الواقع، كان كل المشاركين باستثناء واحد منهم شركاء للتجربة، وكانت الدراسة عن كيفية تفاعل الطالب المتبقي معهم. وقد طلب من المشاركين أن يختاروا، من بين ثلاثة خيارات، الخط الذي يساوي طول العينة وطلب منهم أن يعطوا الإجابة بصوت عال. ومن دون أن يعرف المشاركون، فقد وضع آش عددا من المشاركين لتقديم إجابة خاطئة بشكل متعمد أمام المشارك. وأظهرت النتائج أن 75 في المئة من الردود جاءت وفقا لرأي الأغلبية وكانت الإجابة نفسها الخاطئة. فقد تراجعت احتمالات الالتزام بمعارضة الأقليات، حتى ولو لم يقدم سوى تحالف واحد الإجابة الصحيحة. إن الأساس الذي يقوم عليه الالتزام يقوم على فكرة أساسية مفادها أن الناس يريدون أن يكونوا دقيقين ومحققين.

### الهوية
فالهوية تفسر تغيير المرء في معتقداته وتأثيرها لكي يكون شبيها بمن يعجبه أو يحبه. وفي هذه الحالة، يعتمد الفرد الموقف الجديد، ليس بسبب محتوىً محدد، بل لأنه مرتبط بالعلاقة المرغوبة. وكثيرًا ما تعتمد مواقف الأطفال بشأن العرق أو انتماءاتهم الحزبية السياسية من مواقف آبائهم ومعتقداتهم.

### الاستيعاب الداخلي
يشير الاستيعاب الداخلي إلى التغير في المعتقدات ويؤثر عندما يجد المرء أن مضمون الموقف هو في جوهره مكافأة، وبالتالي يؤدي إلى تغيير فعلي في معتقدات أو تقييمات لهدف ما. ويتسق الموقف أو السلوك الجديد مع نظام القيم الفردي، ويميل إلى الاندماج في القيم والمعتقدات القائمة للفرد. ولذلك، فإن السلوكيات المعتمدة من خلال الاستيعاب الداخلي ترجع إلى مضمون عنصر السلوك.

## العاطفة
تلعب العاطفة دورا رئيسيا في الإقناع والتأثير الاجتماعي وتغير المواقف. وأكدت الكثير من الأبحاث أكدت على أهمية العوامل العاطفية. العاطفة تعمل جنبًا إلى جنب مع العملية الإدراكية، أو الطريقة التي نفكر بها حول قضية أو موقف. وتوجد النداءات العاطفية عادة في الإعلانات والحملات الصحية والرسائل السياسية. ومن الأمثلة الحديثة على ذلك الحملات الصحية التي تمنع التدخين (انظر إعلانات التبغ) والحملات السياسية التي تؤكد على الخوف من الإرهاب. يمكن رؤية تغيير المواقف بناء على المشاعر بوضوح في السفاحين الذين يواجهون ضغوطا كبيرة.
وتشمل العوامل الهامة التي تؤثر على تأثير النداءات العاطفية الفعالية الذاتية، وإمكانية الوصول وتغيير المواقف، وإشراك القضايا، ومزايا الرسائل/المصدر. المواقف المحورية والمهمة في تكوين المرء وشخصيته تكون شديدة المقاومة للتغيير، بينما قد تتغير مواقف أخرى أقل ثباتا بتجارب أو معلومات جديدة. فالموقف الجديد (مثل إبقاء الوقت أو التغيب أو النوعية) قد يشكل تحديا للمعتقدات أو القواعد القائمة، مما يخلق شعورا بعدم الارتياح النفسي يعرف باسم التنافر الإدراكي. ومن الصعب قياس تغير المواقف حيث لا يمكن إلا الاستدلال على المواقف وقد يكون هناك تباين كبير بين من أعلنوا عنه علنا أو من أبقوا ذلك بشكل خاص.
كما أن التنبؤ العاطفي، المعروف بخلاف ذلك باسم الحدس أو التنبؤ بالعواطف، يؤثر أيضا على تغير المواقف. وتشير الأبحاث إلى أن توقع العواطف هو مكون مهم في صنع القرار، بالإضافة إلى العمليات المعرفية. إن شعورنا حيال النتيجة قد يطاول الأسس المعرفية البحتة. وفيما يتعلق بمنهجية البحث، فإن التحدي الذي يواجهه الباحثون هو قياس المشاعر وما يترتب عليها من آثار على المواقف. وبما أننا لا نستطيع أن نعرف ما يحصل في الدماغ، فقد تم بناء نماذج وأدوات قياس مختلفة للحصول على العاطفة والمعلومات عن المواقف. وقد تشمل التدابير استخدام الإشارات الفسيولوجية مثل تعابير الوجه، وتغييرات في الصوت، وتدابير أخرى لقياس معدل الجسم. فعلى سبيل المثال، يرتبط الخوف بارتفاع مستوى الحاجيات، وارتفاع معدل ضربات القلب، وازدياد توتر الجسم. وتشمل الطرق الأخرى رسم المفاهيم أو رسم الشبكة، واستخدام البريمات أو الأقوال.

## النماذج المزدوجة: عمق المعالجة

### المعالجة المنهجية
تتم المعالجة المنهجية عندما يكون الأفراد متحمسين ولديهم إدراك عال لمعالجة رسالة ما.  الأفراد الذين يستخدمون المعالجة المنهجية يحفزون إلى الانتباه ولديهم القدرة المعرفية على التفكير بعمق في رسالة ما؛ فهم مقتنعون بمضمون الرسالة، مثل قوة أو منطق الحجة. يمكن تحديد الدافع من خلال عوامل عديدة، مثل مدى أهمية الموضوع شخصيا، والقدرة الإدراكية يمكن تحديدها من خلال مدى معرفة الفرد بموضوع الرسالة، أو ما إذا كان هناك إلهاء في الغرفة أم لا. فالأفراد الذين يتلقون رسالة من خلال المعالجة المنتظمة عادة ما يستوعبون الرسالة، مما يؤدي إلى تغيير في المواقف لفترة أطول وأكثر إستقرارا.
ووفقا للنموذج المنهجي القائم على معالجة المعلومات، يحفز الناس على استخدام المعالجة المنهجية عندما يرغبون في تحقيق «المستوى المرغوب من الثقة» في أحكامهم. هناك عوامل وجدت لزيادة استخدام المعالجة المنتظمة؛ وترتبط هذه العوامل إما بخفض الثقة الفعلية للفرد أو بزيادة الثقة المتصورة للفرد. وقد تشمل هذه العوامل وضع رسائل مقنعة بطريقة غير متوقعة.

### نظرية اضطراب المعرفة
التناقض الإدراكي، وهي نظرية طورها فيستنجر في الأصل (1957)، يتلخص في فكرة مفادها أن الناس يتعرضون لشعور بالذنب أو الارتباك عندما يكون هناك إدراكان مرتبطان متضاربان، مثل عندما يكون هناك موقفان متضاربان حول موضوع ما، أو بعض التناقضات بين موقف المرء وسلوكه في موضوع معين. الفكرة الأساسية لنظرية التنافر الإدراكي المتعلقة بتغيير المواقف، هي أن الناس يحفزون إلى الحد من التنافر الذي يمكن تحقيقه من خلال تغيير مواقفهم ومعتقداتهم. أضاف كوبر وفازيو (1984) أيضا أن التنافر الإدراكي لا ينشأ عن أي تناقض إدراكي بسيط، بل نتيجة لسلوك يتم اختياره بحرية وقد يؤدي إلى عواقب سلبية. وقد تكون الآثار السلبية تهديدا لاتساق المفهوم الذاتي، أو استقراره، أو إمكانية التنبؤ به، أو كفاءته، أو جدارته الأخلاقية، أو انتهاك السلامة الذاتية العامة.